# Aroffe (Fluss)
Der Aroffe (auch Goulot de Meuse genannt) ist ein Fluss in Frankreich, der in der Region Grand Est verläuft.

## Geographie

### Verlauf
Der Aroffe entspringt im Gemeindegebiet von Beuvezin, entwässert generell in nordwestlicher Richtung und mündet nach rund 50 Kilometern unterhalb von Rigny-la-Salle unter dem Namen Goulot de Meuse als rechter Nebenfluss in die Maas. Auf seinem Weg durchquert der Aroffe die Départements Meurthe-et-Moselle, Vosges und Meuse.

### Einzugsgebiet
Das Einzugsgebiet des Aroffe ist 265,4 km² groß und besteht zu 43,91 % aus landwirtschaftliches Gebiet, zu 55,02 % aus Waldflächen und zu 1,17 % aus bebauten Flächen.
Die Flächenverteilung

### Zuflüsse
- Ruisseau du Grand Pre (rechts), 1,2 km
- Ruisseau le Vicherey (Ruisseau des Moulins) (links), 8,5 km, 18,0 km², 0,19 m³/s
- Ruisseau de Mourvau (links), 1,0 km[4]
- Fosse de la Craniere (links), 2,3 km[4]
- Ruisseau de l’Etang Thiebeutin (links), 3,5 km
- Ruisseau des Naux (rechts), 1,9 km
- Ruisseau des Noirots (links), 2,7 km
- Ruisseau de l’Etang de Allamps (rechts), 5,3 km
- Ruisseau des Laies (rechts), 1,8 km
- Ruisseau des Terres (linke Abspaltung), 1,7 km
- Ruisseau de la Viole (links), 4,8 km
- Ruisseau de la Deuille (rechts), 5,8 km
- Ruisseau de St-Fiacre (rechts), 8,5 km
- Ruisseau du Marbre[5] (links), 1,2 km

### Orte am Fluss
- Tramont-Lassus
- Aroffe
- Gémonville
- Harmonville
- Barisey-au-Plain
- Vannes-le-Châtel
- Uruffe
- Rigny-la-Salle

## Hydrologie
Zwischen den Orten Gémonville und Barisey-au-Plain versickert der Fluss auf einer Länge von rund 10 Kilometern und taucht – je nach Wasserführung – nur mehr stellenweise wieder auf.